# Проба Ґмеліна
Проба Ґмеліна — хімічний тест, ⁣ який використовується для визначення наявності жовчних пігментів у сечі. Він названий на честь Леопольда Ґмеліна, який запровадив тест. П'ять мілілітрів сечі повільно додають до п'яти мілілітрів концентрованої азотної кислоти в пробірці. Різнокольорові кільця між двома шарами видно, якщо жовчні пігменти присутні, оскільки вони окислюються до різних хімічних продуктів. Як окислювач використовується азотна кислота. При наявності білірубіну видно сині, зелені та фіолетові кільця. Проба Ґмеліна не є чутливою, тому позитивний результат завжди свідчить про наявність жовчних пігментів, але негативний результат не виключає наявності невеликої кількості жовчних пігментів.